# Louis-Ferdinand Le Bon
Louis-Ferdinand Le Bon (Éclaron, 22 oktober 1856 – Cannes, 1923) was een Frans-Belgisch fotograaf.

## Levensloop
Van 1877 af, als eenentwintigjarige, was hij in Oostende gevestigd als fotograaf. Eerst was hij actief in een dependentie van het Hôtel de Flandre (Vlaanderenstraat 20), later op hoek Van Iseghemlaan/Louisastraat waar voorheen een foto-atelier van Ghémar was geweest (Louisastraat 20).
Le Bon opende anno 1888 een bijhuis aan de Zuidzandstraat 21 te Brugge. In 1896 werd het overgenomen door Ferdinand Buyle. Hij had ook een bijhuis in Blankenberge.
Na zijn dood, en wellicht al tijdens de latere jaren van zijn leven (en zeker 's winters) werd de zaak bestuurd door zijn zoon Emile Gaston Le Bon. Tijdens de wintermaanden (oktober tot mei) verbleef Le Bon doorgaans in zijn villa in Cannes. Binnen de marktsegmenten fotografie en toerisme ontwikkelde Le Bon diverse activiteiten.

## Portretfotografie
Een groot deel van de productie was klassieke portretfotografie. Een florissante afdeling waren de zogenaamde “toeristenportretten” : individuelen, koppels, hele gezinnen of vriendengroepen die zich in het atelier lieten fotograferen vóór een bordkartonnen decor met toeristische allure. Ook veel Oostendenaars lieten zich zo fotograferen. 
Wat het aantal voorradige decors en rekwisieten betreft had Le Bon keuze te over : de strandkar, de luchtballon, het met bloemen versierde houten hekken, het ezeltje, het zeestrand, de zee met enkele bootjes aan de einder, een vissersboot op zee nabij het Kursaal, het staketsel, een Kursaaldecor (met écht zand), een auto (geschilderd chassis), een zeilschip (geschilderde masten achteraan en een relingconstructie vooraan waarachter de geportretteerden plaatsnamen).
Een “Spielerei” van Le Bon waren “photo-timbres” : portretfoto’s op postzegelformaat, waarbij het kopje van de geportretteerde heel verrassend dat van Leopold II innam. Op prentkaarten kon men bij Le Bon vanaf 1913 zijn eigen portret laten afdrukken, van één tot twintig man.

## Actualiteitsfotografie
Naast het portretwerk in de studio fotografeerde Le Bon ook heel wat actualiteiten :
- Een walvis aangespoeld op het strand in 1877.
- Eerstesteenlegging der havenwerken door Leopold II in 1890.
- Luchtvaartpionier Paulhan op het strand (1909).
- Leopold II op het strand.
- Gezichten op de Handelsdokken, gedateerd 19 april 1901, interieurs van het oude Stadhuis, de Schouwburg in opbouw.
- Leopold II en de sjah van Perzië op de renbaan op 20 juli 1902
- Leopold II tijdens een bezoek aan de Golf Club d’Ostende in De Haan op 4 augustus 1908.

## Post-mortemfotografie
Een gebruik dat nog volop is voege was, was het fotograferen van opgebaarde overledenen. Gezien de omstandigheden gebeurde dit doorgaans met lange belichtingstijden.

## Industriële fotografie
Le Bon citeerde deze specialiteit in zijn publiciteit maar tot op heden kunnen geen dergelijke foto’s aangeduid worden.

## Diverse andere activiteiten

### Aquarium
In 1894 opende hij een aquarium in de overwelfde kelders onder zijn fotografiestudio.
Het was een van de vroegste indoor-attracties aan de Belgische kust. Het initiatief kwam van Le Bon zelf en van een gepassioneerde verzamelaar van schelpen en maritieme curiosa, Edouard Lanszweert. Het was hun ambitie het aquarium uit te bouwen tot een volwaardig wetenschappelijk maritiem-zoölogisch instituut, wat slechts ten dele lukte. Bij de vele bezoekers waren vele schoolgroepen uit Oostende en ver daarbuiten, maar ook schoolkolonies van aan de kust. Wereldoorlog I betekende het einde van het aquarium als attractie. Daarna werden de waterbakken wel nog gebruikt als depot van levende zeevis bestemd voor de Antwerpse Zoo.

### Souvenirhandel
Le Bon startte in 1899-1900 een souvenirzaak aan de Vlaanderenstraat 44 in Oostende.
In dat ver band was Le Bon uitgever van eigen prentkaarten en grote panoramische foto's en had hij een eigen atelier waar sierkistjes bekleed met schelpen gefabriceerd werden.
De prentkaarten van Le Bon tonen vooral de grote toeristische trekpleisters : strand, zeedijk, Kursaal, Schouwburg, renbaan, Leopoldpark en Maria-Hendrikapark, het Koninklijk Chalet, de vissershaven en de aanlegplaats der pakketboten; maar ook nieuwe realisaties zoals het in 1905 onthulde nieuwe havencomplex met de Graaf de Smet de Naeyerbruggen. Ook vissers en vissersvrouwen en melkboerinnen (“laitières flamandes”) met hun hondenkarren behoorden tot het assortiment.

### Uitgever van toeristische gidsen
Over Middelkerke publiceerde Le Bon in 1902 een toeristische brochure “Littoral Belge. Middelkerke – L’été”.
Hij vermeldde zich expliciet als artistiek uitgever: “Le Bon éditeur d’art, Ostende”. 

### Fotografiebenodigdheden
Volgens zijn publiciteit fabriceerde Le Bon ook fotografische glasplaten van het type “gelatino-bromure”. hij leverde ook koperen of zinken clichés van foto’s, bestemd voor drukkerijen.

### Snijbloemen
De winterperiode in Cannes werd niet in ledigheid doorgebracht. Daar hield Le Bon zich bezig met teelt, verkoop en verzending van mediterrane bloemen zoals bv. mimosa's en anjers.

## Verzamelingen
- Oostende, Stadsarchief
- Oostende, Kon. Heem- en Geschiedkundige Kring De Plate
- Oostende, Mu.ZEE (Ensor-studiecentrum)